# Armando González
Armando González foi um futebolista paraguaio que atuava como meia.

## Carreira
Armando González fez parte do elenco da Seleção Paraguaia de Futebol, na Copa do Mundo de 1950 no Brasil.